# فرانسوا رابله
فرانسوا رَب لِه (به فرانسوی: François Rabelais) (زادهٔ مابین ۱۴۸۳ و ۱۴۹۴ – درگذشتهٔ ۹ آوریل ۱۵۵۳ در پاریس) ادیب، پزشک و نویسنده بزرگ رنسانس فرانسه بود. همچنین از او به عنوان هزلگو و طنزپرداز نیز یاد می‌شود.
زمان دقیق تولد رابله نامشخص است. زادگاه او را نیز به‌احتمال، شینون (Chinon) دانسته‌اند. او تحصیلات مقدماتی را در یک صومعه گذراند. الهیات و حکمت و فلسفه آموخت و روحانی شد. از همین رهگذر علوم ادبی یونان و روم را فراگرفت. سپس به سفر و مطالعه و ثبت خاطرات خود پرداخت. پس از طی دورهٔ دانشگاهی در رشتهٔ پزشکی، به طبابت پرداخت و اقدام به انتشار متون پزشکی به زبان یونانی و با تفسیرهای شخصی کرد. مهم‌ترین اثر او رمان بزرگ گارگانتوا و پانتاگروئل در ۵ جلد است. این رمان کلیسا و مقام‌های علمی را علیه او شوراند و متهم به منافی اخلاق بودن شد؛ بنابراین، وی مقام و جایگاه روحانیت خود را از دست داد. انتشار جلدهای بعدی همین اثر، باعث شهرت او شد. وی تلاش کرد تا در جلدهای بعد، تغییراتی اعمال کند تا رضایت روحانیون را به دست آورد. او میان خنده و دانش در آثار خود رابطهٔ نزدیکی برقرار نمود و همین امر موجب شگفتی سبک نگارش وی شد.
او را اولین نثر نویس به شیوه نوین دانسته‌اند (با مدرن اشتباه نشود) که از جملات ساده و منطقی مثل امروز استفاده کرده است. داستان گارگانتو درباره یک غول است و پسرش، که هم خنده دار است و هم نگاهی نیش دار به کلیسا دارد. این اثر بعدها بر جیمز جویس، شکسپیر، سویفت، سروانتس، لاورنس استرن و بسیاری از نویسندگان نثر تاثیر گذاشت.

## آثار
گارگانتوا و پانتاگروئل (حدود ۱۵۳۲ تا ۱۵۶۴)